# Tinokkah
Tinokkah is een bestuurslaag in het regentschap Serdang Bedagai van de provincie Noord-Sumatra, Indonesië. Tinokkah telt 2607 inwoners (volkstelling 2010).